# 長島和幸
長島 和幸（ながしま かずゆき、1981年9月25日 - ）は、日本のアマチュアレスリング選手。群馬県出身。長島正彦とは双子の兄弟。クリナップ所属を経て福岡大学教員を務める。

## 出身校
- 群馬県立館林高等学校
- 早稲田大学人間科学部

## 略歴
- 2001年、日本学生選手権優勝、世界学生選手権出場
- 2004年、世界学生選手権出場、3位に入る快挙を成し遂げる
- 2005年、全日本選抜選手権2位
- 2007年1月、全日本レスリング選手権大会の74kg級で初優勝
- 2010年5月、全日本選抜レスリング選手権大会で優勝
- 2010年10月、2010年アジア競技大会で銀メダル
- 2010年12月、全日本レスリング選手権大会の74kg級で優勝（5連覇）
- 2011年1月、いわき市市民栄誉賞受賞

## 白血病との闘病
2011年12月1日、急性骨髄性白血病と診断され、闘病中であることが公表された。その後抗がん剤による治療を経て、2012年2月14日に双子の兄から骨髄移植を受け、3月に退院した。
その後、福岡大学の教員に就任して再起を図るも、白血病の再発が認められた為、再び入院生活に入った。日本レスリング協会では長島の治療費が増大することを考慮し、12月23日の全日本レスリング選手権会場にて米満達弘を始め、現役の五輪選手や関係者により募金呼びかけなどを行って支援活動を進めている。